# First Comics
First Comics war ein US-amerikanischer Comicverlag, der von 1983 bis 1991 bestand. First war, neben Pacific Comics und Eclipse, einer der typischen Independent-Verlage der 1980er Jahre, die für kurze Zeit recht erfolgreich neben Marvel und DC existierten, indem sie das neuartige System des Direct Market (direkter Vertrieb von Comics über Comicfachgeschäfte, und nicht wie früher üblich, Kioske und Gemischtwarenläden) ausnutzten.

## Anfänge
First wurde 1981 von Mike Gold (Editor), Rick Obadiah (Publisher), Richard Felber (Business Manager) und Joe Staton (Art Director) gegründet. 1983 erschien die erste First Serie, eine Fantasyserie namens Warp, mit Beiträgen von Comicgrößen wie Frank Brunner, Peter B. Gillis und John Ostrander. Die achtseitige Sargon Geschichte in Warp #1 war Ostranders erste veröffentlichte Comicarbeit.
Einen Monat nach Warp erschien Joe Statons E-Man bei First, danach setzte First die Veröffentlichung von Mike Grells Starslayer mit #7 fort. Die ersten sechs Starslayer-Hefte waren bei Pacific Comics erschienen. Die nächste First Serie war Jon Sable, Freelance von Mike Grell.
Weitere frühe First Serien waren Grimjack von John Ostrander und Timothy Truman, das als Backup-Feature in Starslayer begann, American Flagg! von Howard Chaykin und Mars von Mark Hempel und Marc Wheatley.
1985 führte First nach dem Bankrott von Capital Comics die Veröffentlichung von Nexus von Mike Baron und Steve Rude und Badger, ebenfalls von Baron, fort. Nexus startete mit #7 bei First, Badger mit #5.
Untypisch für einen amerikanischen Comicverlag der 1980er Jahre war, dass First beinahe völlig auf klassische Superhelden verzichtete, nur E-Man von Joe Staton war eine annähernd normale Superheldenserie. Der Rest von Firsts frühem Output spannte sich über alle möglichen Genres, von Science-Fiction (Nexus, Starslayer, Mars) über Agentengeschichten (Jon Sable) bis hin zu Fantasy (Warp) und futuristischen Dystopien (American Flagg).

## Zweite Hälfte der 80er
1985 erschien Shatter von Mike Saenz bei First, der erste vollständig im Computer entstandene Comic. Nach Mike Golds Rückkehr zu DC Comics übernahm Rick Oliver im selben Jahr die Rolle von Firsts Editor. First begann Miniserien basierend auf den Romanen von Michael Moorcock zu veröffentlichen und übernahm 1987 Jim Starlins Dreadstar mit #27 von Marvels Epic Label. Außerdem veröffentlichte First in der zweiten Hälfte der 1980er auch farbige Reprints von Peter Lairds und Kevin Eastmans Teenage Mutant Ninja Turtles.

## Niedergang
Trotz der generell recht hohen Qualität von Firsts Serien ging der Verlag 1991 bankrott. Die letzten Veröffentlichungen von First waren Classics Illustrated Ausgaben in Zusammenarbeit mit Berkeley Publishing. Einige First Serien fanden eine neue Heimat bei anderen Verlagen, beispielsweise wurde Badger von Dark Horse und Image Comics verlegt, bei Malibu Comics’ Bravura Label erschien eine sechsteilige Dreadstar Miniserie. Doch viele der frühen First Comics waren lange Zeit nicht erhältlich und dementsprechend groß war die Freude der Fans, als 2004 verschiedene Initiativen zur Wiederbelebung von Firsts Helden gestartet wurden.

## Zukunft
Dynamic Forces und Image Comics veröffentlichen im November 2004 eine Sammlung der ersten zwölf Hefte von Chaykins American Flagg. Mars, Grimjack und Jon Sable, Freelance werden 2005 von IDW Publishing reprinted, zusätzlich werden neue Miniserien der beiden letzteren Charaktere erscheinen. Nexus wird von Dark Horse Comics in Schwarz-Weiß neu aufgelegt. Auch Badger wird gesammelt und wieder veröffentlicht werden.